# Comuna Strîjakiv, Orativ
Strîjakiv (în ucraineană Стрижаків) este o comună în raionul Orativ, regiunea Vinnița, Ucraina, formată din satele Sînarna și Strîjakiv (reședința).

## Demografie
Componența lingvistică a satului Strîjakiv
     Ucraineană (99,67%)
     Alte limbi (0,33%)
Conform recensământului din 2001, majoritatea populației satului Strîjakiv era vorbitoare de ucraineană (99,67%), existând în minoritate și vorbitori de alte limbi.